# Sender Rütscher Straße
Der Sender Rütscher Straße in Aachen war ein Füllsender für das analoge Fernsehprogramm Das Erste. Er befindet sich auf dem Theodore-von-Kármán-Haus, einem der vier als Studentenwohnheime genutzten Hochhäuser an der Rütscher Straße.
Der Sender wurde benötigt, da es am Fuße des Lousberg in Aachen zu Empfangsproblemen kam. Die Zuführung des Signals erfolgte durch den Sender Langenberg (VHF-Band III Kanal 9). Durch die Verbreitung von Kabel- und Satellitenfernsehen hatte dieser Sender zur Ausstrahlung der ARD aber kaum noch Bedeutung und wurde am 20. November 2007 mit der Einführung des digitalen Antennenfernsehens DVB-T abgeschaltet.
Das Hochschulradio Aachen sendet seit dem 3. Mai 2006 von hier aus und ist von der Abschaltung der ARD nicht betroffen.

## Frequenzen und Programme
| Programm              | Frequenz | ERP    |
| --------------------- | -------- | ------ |
| Hochschulradio Aachen | 99,1 MHz | 0,1 kW |

### Frühere Nutzung
| Programm        | Kanal | Bildträger-Frequenz | ERP / Polarisation |
| --------------- | ----- | ------------------- | ------------------ |
| Das Erste (WDR) | 40    | 623,25 MHz          | 20 W Horizontal    |